# Wiener Morgenzeitung

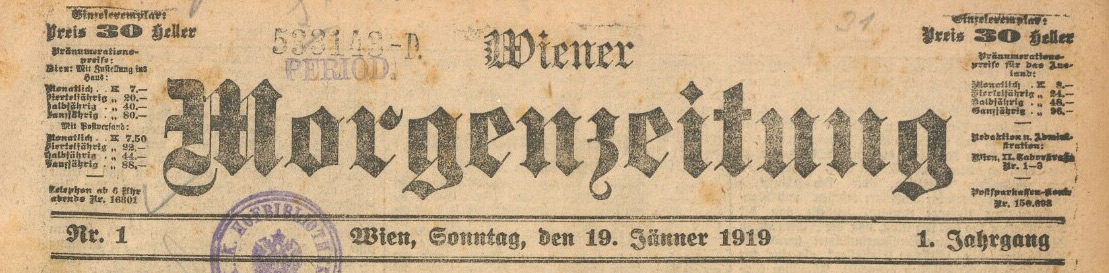
Titelblatt der Erstausgabe

Die Wiener Morgenzeitung war eine von 1919 bis 1927 erschienene Tageszeitung. Herausgegeben wurde sie von der kurz zuvor gegründeten Jüdischen Zeitungs- und Verlagsgesellschaft in Wien. Die Zeitung versuchte einerseits, die vollständige Integration von Juden im demokratischen Staatswesen voranzutreiben. Andererseits verstand sie sich als Bollwerk gegen den in den 1920er Jahren stark zunehmenden Antisemitismus.
Vorläufer der Wiener Morgenzeitung war die nationalzionistisch ausgerichtete Jüdische Zeitung. Mitgründer der Wiener Morgenzeitung waren Isidor Margulies, Adolf Stand und Adolf Böhm. Die Zeitung war mit der jüdischnationalen Partei Österreichs verbunden, die in der Nationalversammlung einen Sitz hatte. Weitere Autoren und Redakteure waren Anitta Mühler-Cohen, Klara Mautner, Otto Abeles und Oskaer Rosenfeld.
Am 17. September 1927 stellte die Wiener Morgenzeitung ihr Erscheinen ein. Die Herausgeber-Gesellschaft ging in den Konkurs. Als Nachfolgeblatt erschien Die Neue Welt. Diese Zeitung wurde nach dem Anschluss Österreichs an das Nationalsozialistische Deutschland verboten.

## Zielsetzung
Der Leitartikel der Erstausgabe vom 19. Januar 1919 trägt die Überschrift „Ein Judenblatt“. Er kritisiert das Problem anderer jüdischer Zeitungen, nicht als jüdisch auffallen zu wollen:
„Die Antisemiten behaupten zwar, daß dies lediglich aus taktischen Gründen geübt und hinter dem unjüdischen Schilde wacker für jüdische Interessen gestritten wird. In Wirklichkeit aber [...] wird das Jüdische absichtlich und planmäßig, nicht nur äußerlich, sondern auch innerlich unterdrückt. Man will nicht nur unjüdisch scheinen, mal will unjüdisch sein.“
Als aktuelles Beispiel führt Chefredakteur Robert Stricker die Anerkennung Palästinas als Heimat für „das Judenvolk“ an. Die internationale Presse habe das gefeiert, während die „israelitischen Zunftschreiber“ in Wien nicht darüber berichteten. Die Wiener Morgenzeitung dagegen, von Juden gegründet und von Juden geschrieben, möchte „den geraden Weg“ gehen:
„Die Wiener Morgenzeitung ist ein Judenblatt. Anderen brennt dieser Name wie ein Schandmal auf der Stiorn, sie [die Wiener Morgenzeitung] will ihn gerne tragen.“